# Qualificazioni alla Coppa delle nazioni africane 2017 - Gruppo H

## Classifica
| Pos. | Squadra   | Pt | G | V | N | P | GF | GS | DR  |
| ---- | --------- | -- | - | - | - | - | -- | -- | --- |
| 1.   | Ghana     | 14 | 6 | 4 | 2 | 0 | 14 | 3  | +11 |
| 2.   | Mozambico | 7  | 6 | 2 | 1 | 3 | 5  | 7  | -2  |
| 3.   | Ruanda    | 7  | 6 | 2 | 1 | 3 | 9  | 6  | +3  |
| 4.   | Mauritius | 6  | 6 | 2 | 0 | 4 | 3  | 15 | -12 |

## Risultati
| Arbitro: | Ndala Ngambo |

|  |           |           |
|  | Marcatori | 3’ Sugira |

| Arbitro: | Fidel Gomes |

|                                                            |           |            |
| Atsu 11’ Ayew 17’, 38’ Gyan 23’, 30’ Schlupp 66’ Accam 90’ | Marcatori | 32’ Sophie |

| Arbitro: | Hagi Wiish |

|  |           |            |
|  | Marcatori | 87’ Wakaso |

| Arbitro: | Djamal Aden |

|            |           |  |
| Pithia 48’ | Marcatori |  |

| Arbitro: | Lazard Tsiba |

|                    |           |  |
| Rasolofonirina 59’ | Marcatori |  |

| Arbitro: | Bouchaïb El Ahrach |

|                                 |           |            |
| Acheampong 4’ Boye 56’ Ayew 58’ | Marcatori | 67’ Sonito |

| Arbitro: | Jackson Pavaza |

|                                                         |           |  |
| Nshuti 11’ Sugira 39’, 40’ Omborenga 70’ Mugiraneza 90’ | Marcatori |  |

| Maputo 27 marzo 2016, ore 15:00 UTC+2 | Mozambico   | 0 – 0 referto | Ghana | Estádio do Zimpeto\| Arbitro: \| Denis Batte \| |
| Arbitro:                              | Denis Batte |               |       |                                                 |

| Arbitro: | Tessema Bamlak |

|  |           |                   |
|  | Marcatori | 71’ Ayew 74’ Atsu |

| Arbitro: | Joshua Bondo |

|                    |           |                               |
| Tuyisenge 37’, 79’ | Marcatori | 10’, 80’ Domingues 45’ Sonito |

| Arbitro: | Antoine Effa |

|            |           |                |
| Tetteh 23’ | Marcatori | 83’ Hakizimana |

| Arbitro: | El Fadil Mohamed |

|                |           |  |
| Januário 90+5’ | Marcatori |  |